# Farerska Partia Studencka
Partia Studencka (far. Miðnámsflokkurin) jest najmłodszą partią polityczną na Wyspach Owczych. Została ona utworzona na samym początku 2008 roku przez Bergura Johannesena, który jednocześnie stał się jej pierwszym prezesem. Johannesen był także jedynym kandydatem w wyborach w roku 2008, kiedy to jego partia zdobyła tylko 221 głosów (0,7%) i nie zajęła ani jednego miejsca w parlamencie archipelagu.